# Gagan Narang
Gagan Narang (Chennai, 6 maggio 1983) è un tiratore a segno indiano, vincitore di una medaglia di bronzo olimpica a Londra 2012.

## Palmarès
Giochi olimpici
- 1 medaglia:
  - 1 bronzo (carabina 10 metri aria compressa a Londra 2012).

Campionati mondiali
- 1 medaglia:
  - 1 bronzo (carabina 10 metri aria compressa a Monaco 2010).

Campionati asiatici
- 4 medaglie:
  - 2 ori (carabina 10 metri aria compressa a Bangkok 2005; carabina 10 metri aria compressa a Doha 2009).
  - 1 argento (carabina 50 metri a terra a Kuwait City 2007).
  - 1 bronzo (carabina 50 metri 3 posizioni a Doha 2012).

Giochi asiatici
- 2 medaglie:
  - 1 argento (carabina 10 metri aria compressa a Guangzhou 2010).
  - 1 bronzo (carabina 50 metri 3 posizioni a Doha 2006).